# Claude Papi
Claude Papi (16 d'abril de 1949 - 28 de gener de 1983) fou un futbolista francès.

## Selecció de França
Va formar part de l'equip francès a la Copa del Món de 1978.